# Moronou
Moronou ist eine Verwaltungsregion der Elfenbeinküste im Distrikt Lacs mit der Hauptstadt Bongouanou. Sie wurde 2012 gegründet.
Laut Zensus 2014 leben in der Region 352.616 Menschen.
Die Region ist in die Départements Arrah, Bongouanou und M’Batto eingeteilt.